# Cantón de Saint-Martin-de-Seignanx
El cantón de Saint-Martin-de-Seignanx era una división administrativa francesa, que estaba situada en el departamento de Landas y la región de Aquitania.

## Composición
El cantón estaba formado por ocho comunas:
- Biarrotte
- Biaudos
- Ondres
- Saint-André-de-Seignanx
- Saint-Barthélemy
- Saint-Laurent-de-Gosse
- Saint-Martin-de-Seignanx
- Tarnos

## Supresión del cantón de Saint-Martin-de-Seignanx
En aplicación del Decreto nº 2014-181 de 18 de febrero de 2014, el cantón de Saint-Martin-de-Seignanx fue suprimido el 22 de marzo de 2015 y sus 8 comunas pasaron a formar parte del nuevo cantón de Seignanx.